# Laurel Goodwin
Laurel Goodwin (11 de agosto de 1942 - 25 de febrero de 2022) fue una actriz de cine y televisión estadounidense conocida por interpretar al interés amoroso de Elvis Presley en la película de 1962 Girls! Girls! Girls!, además de aparecer como Yeoman JM Colt en el episodio piloto rechazado de Star Trek "The Cage".

## Vida y carrera
Goodwin nació en Wichita, Kansas, el 11 de agosto de 1942. Más tarde se mudó con su familia a San Diego primero y a San Francisco después.
Goodwin, modelo infantil, hizo su debut en la pantalla como el interés amoroso de Elvis Presley en la película Girls! Girls! Girls! (1962).
Coprotagonizó la comedia de Paramount Papa's Delicate Condition (1963), interpretando a Augusta Griffith, la hija de Jack (Jackie Gleason) y Amberlyn Griffith. También apareció en las películas del oeste Stage to Thunder Rock (1964), Law of the Lawless (1964) y The Glory Guys (1965).
Su trabajo como actriz invitada en varias series dramáticas de televisión incluyó un papel como Yeoman JM Colt en el episodio piloto de Star Trek de 1964, "The Cage" (del que escenas con Goodwin se incorporaron más tarde al episodio de dos partes de la primera temporada "The Menagerie"),  y Mannix ("Una cuestión de medianoche").  
También interpretó papeles en algunas series de comedia. Estos incluyeron el papel de Phoebe, la sobrina del jefe, en la comedia televisiva Get Smart  y el papel de Stella en dos episodios de The Beverly Hillbillies ("Robin Hood and the Sheriff" y "Robin Hood of Griffith Park") (ambos de 1967).
Se casó con Walter Wood, c. 1967
. Después de retirarse de la actuación en 1971, Goodwin siguió una carrera en enfermería a domicilio durante más de 35 años. Cuando Wood enfermó, ella comenzó a cuidarlo a tiempo completo hasta que murió aproximadamente un año y medio después, en 2010. 
Goodwin murió en Cathedral City, California, el 25 de febrero de 2022, a la edad de 79 años.